# Prințesa Louise de Orléans
Louise d'Orléans (24 februarie 1882 – 18 aprilie 1958) a fost Prințesă a celor Două Sicilii și bunica maternă a actualului monarh al Spaniei, regele Juan Carlos I. 